# Honda CR-Z
El Honda CR-Z (Compact Renaissance Zero) es un automóvil deportivo híbrido producido por el fabricante japonés Honda entre 2010 y 2016. El CR-Z combina un sistema de propulsión híbrido gasolina-eléctrico con elementos de automóviles deportivos tradicionales, con una disposición de asientos 2+2 y una transmisión manual de 6 velocidades. El CR-Z es considerado como el sucesor espiritual de la segunda generación del Honda CR-X en nombre y diseño exterior.
En Estados Unidos, es uno de los vehículos menos contaminantes disponibles y está clasificado como Advanced Technology Partial Zero Emissions Vehicle (AT-PZEV) según la Junta de Recursos del Aire de California (CARB). El CR-Z es el tercer modelo híbrido de Honda (después del Honda Insight y Civic Hybrid) que puede ser equipado con una transmisión manual, el único híbrido de la misma clase ofrecido por cualquier fabricante.
El CR-Z es el único vehículo en equipar la sexta versión de la tecnología de Honda IMA, ya que la tecnología debutó con el Honda Insight. Las ventas del CR-Z se iniciaron en Japón en febrero de 2010. Las ventas en EE. UU. comenzaron en agosto de 2010.En España, el CR-Z empezó a venderse el 6 de junio de 2010 en tres versiones (Sport 21.900 euros, GT 23.400 euros y GT+ 25.200 euros). Se pueden ver unidades con matriculaciones previas a la fecha anteriormente mencionada.
CR-Z son las siglas del inglés: Compact Renaissance Zero. Se publicita como un "cupé híbrido deportivo".

## Historia

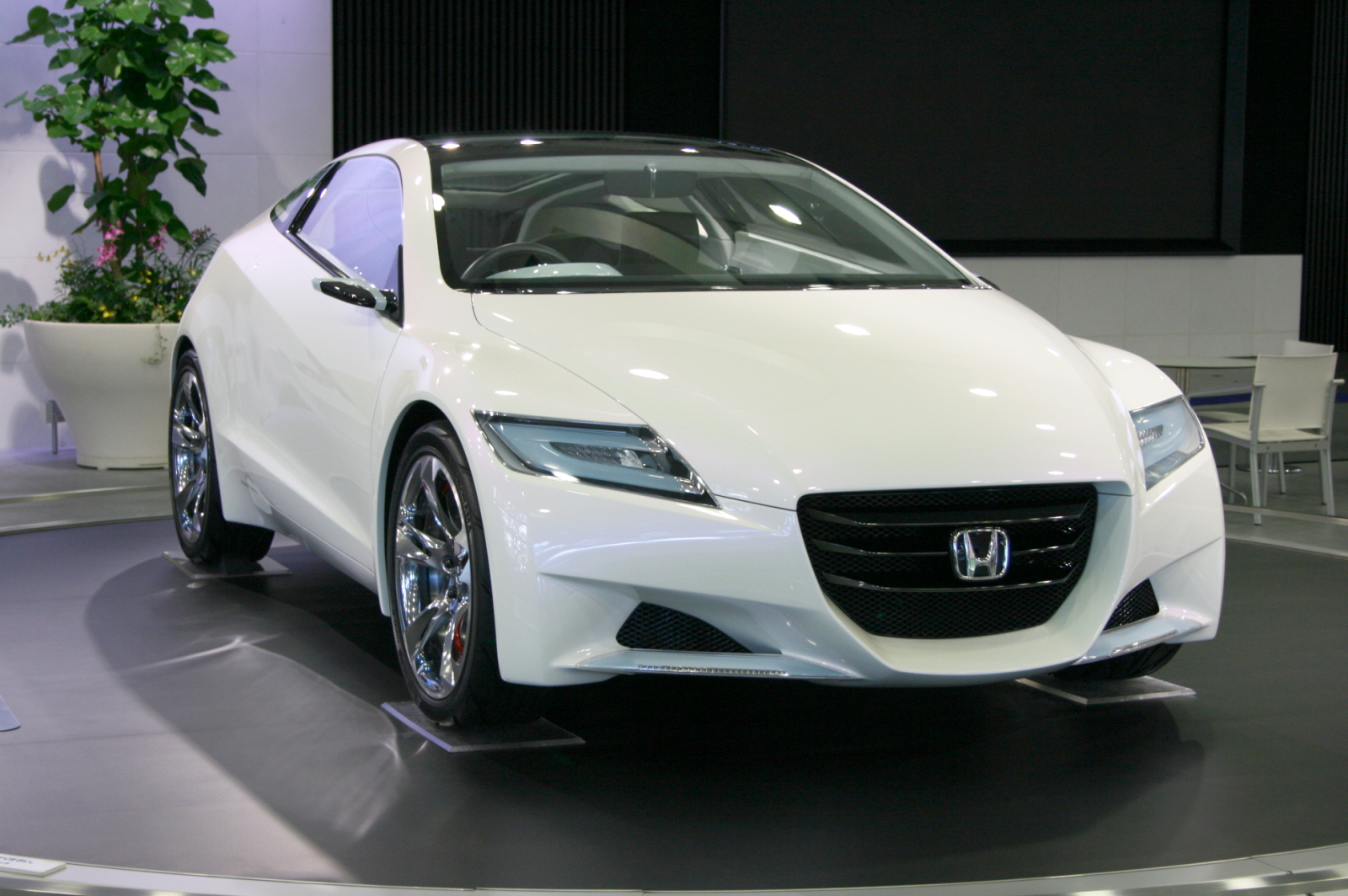
Honda CR-Z Concept 2007.

El diseño y la producción de la CR-Z siguieron a otros dos concept car híbridos de Honda: El Honda Remix, introducido en 2006 en el Salón del Automóvil de Los Ángeles y el Honda Small Hybrid Sports, revelado en 2007 en el Salón de Ginebra. El Honda CR-Z se presentó como prototipo el 23 de octubre de 2007 en el Salón del Automóvil de Tokio.
El CR-Z se mostró por primera vez en Estados Unidos en el año 2008, en el Salón del Automóvil de Detroit. En 2009, en el Salón del Automóvil de Tokio, Honda mostró una versión revisada del "CR-Z Concept 2009". En enero de 2010, Honda presentó el modelo de producción del CR-Z, en el Salón del Automóvil de Detroit. En 2010, el año que comenzó a comercializarse, ganó el premio coche del año en Japón.
Automotive News informó en junio de 2010 que, desde su debut en el Auto Show de Detroit, el sitio web de CR-Z había tenido 1 000 000 visitas. Honda promovió el modelo de 2011 en el juego de Facebook Car Town.

## Desarrollo
El líder del proyecto, Norio Tomobe, trabajó anteriormente como ingeniero jefe en Mobilio Spike y Elysion.
El concepto básico del CR-Z es crear un coche "divertido" de conducir, pero con una conducción deportiva. En un vídeo, Torikai, el jefe de ingenieros de chasis de CR-Z, explicó que "este coche se trajo a Europa en cada fase de prototipo para que se probara en distintas condiciones de la carretera para evaluar si se ha logrado el rendimiento deseado".

## Especificaciones mecánicas

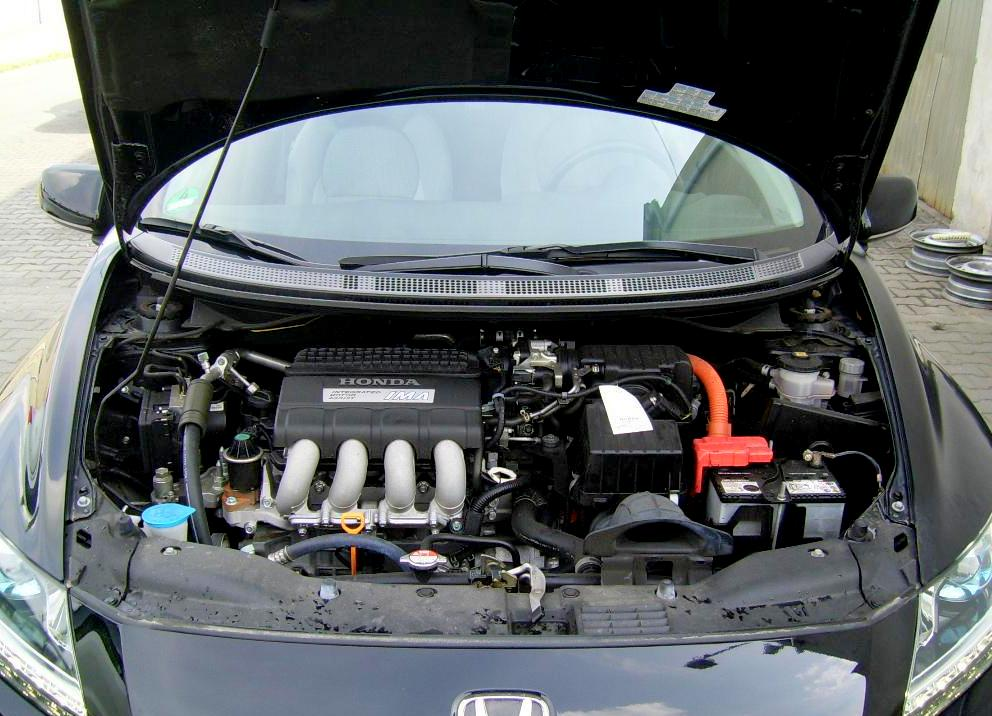
Motor LEA en un CR-Z

El CR- Z se impulsa por un motor SOHC 4 cilindros en línea de 1500 cc. (92 cu in.) y tecnología i-VTEC, designado como LEA, y equipado con el sistema IMA, el sistema híbrido-eléctrico de Honda. Las transmisiones disponibles son una manual de seis velocidades o una transmisión continuamente variable. Este ofrece una potencia combinada máxima de 124 CV (91 kW) @ 6000 rpm y un par máximo de 128 lb·ft (174 N·m) @ 1500 rpm (123 lb·ft (167 N·m) en modelos con transmisión CVT). El motor de gasolina de entrega 111 CV (83 kW) @ 6000 rpm y 106 lb·ft (144 N·m) @ 4800 rpm. Una prueba de carretera con una unidad del mercado japonés logró unos datos de 0-100 km/h de 10,5 segundos y 400 m (1/4 milla) en 17,6 segundos. Otras pruebas realizadas de 0-100 km/h, obtuvieron unos resultados de 8,8 segundos (Insideline) y de 8,3 segundos (Motor Trend).
El 21 de noviembre de 2012, Honda lanzó el CR-Z de 2013 para el mercado de Estados Unidos que, aparte de pequeños cambios estéticos, incluía un motor eléctrico más potente (que va de 10 a 15 kilovatios) y batería de iones de litio de un voltaje más alto (144V). El CR-Z de 2013 ofrece una potencia combinada máxima de 130 CV a 6000 rpm en los modelos equipados con CVT, una ganancia de ocho caballos de fuerza. El sistema Sport Plus pasa a ser estándar. Si la batería se encuentra sobre el 50 % de carga y el CR-Z viaja sobre 19 mph (30 km/h), el conductor puede pulsar el botón " S+" en el volante para ofrecer una mayor aceleración durante un máximo de cinco segundos. Las versiones con transmisión manual también reciben un embrague más grande y una nueva relación de transmisión final más baja. Las cifras de economía de combustible aumentaron en 1 mpg en ciudad para los modelos con CVT y 1 mpg en carretera para los modelos con transmisión manual de seis velocidades.

## Versiones en España
El honda CR-Z desembarcó en el territorio Español con 4 acabados, llevando todos el mismo espíritu esencial aunque con notables diferencias.

### CR-Z "S"
Esta elusiva versión de acceso fue muy poco vista en el territorio ya que la mayoría de concesionarios la consideraban muy escasa.
Incorporaba:
• ABS con EBD y asistente a la frenada • Airbag frontales, laterales y de cortina • Control de estabilidad y tracción VSA • Luces diurnas sistema LED • Reposacabezas delanteros activos • Climatizador automático • 3-Mode Drive System - Sistema selección modo conducción • Radio CD compatible MP3/WMA y 4 altavoces • Pantalla multi-información • Guantera refrigerada

### CR-Z Sport (IMA Sport)
Sobre la versión "S", añadía:
• Faros delanteros antiniebla • Puerto conexión USB • Tweeters • Control de audio en el volante • Volante en piel con cosidos en azul • Pomo palanca cambio en piel con inserciones en aluminio • Pedales en aluminio • Bandeja cubremaletero enrollable • Cristales traseros oscurecidos • Llantas de aleación 16"

### CR-Z GT & GT Navi
La versión GT añade a la versión Sport: 
• Control de crucero con mandos en el volante • Autoencendido de luces y ajuste automático de faros en altura • Limpiaparabrisas delanteros con sensor de lluvia • Faros de xenón • Lavafaros escamoteable • Sistema de alarma • High-power audio + subwoofer • Bluetooth® con sistema manos libres en volante • Asientos delanteros calefactables • Luz de ambiente • Retrovisores exteriores plegables eléctricamente • Sensores de parking traseros 
La versión GT Navi añade a la versión GT:  Sistema de navegación

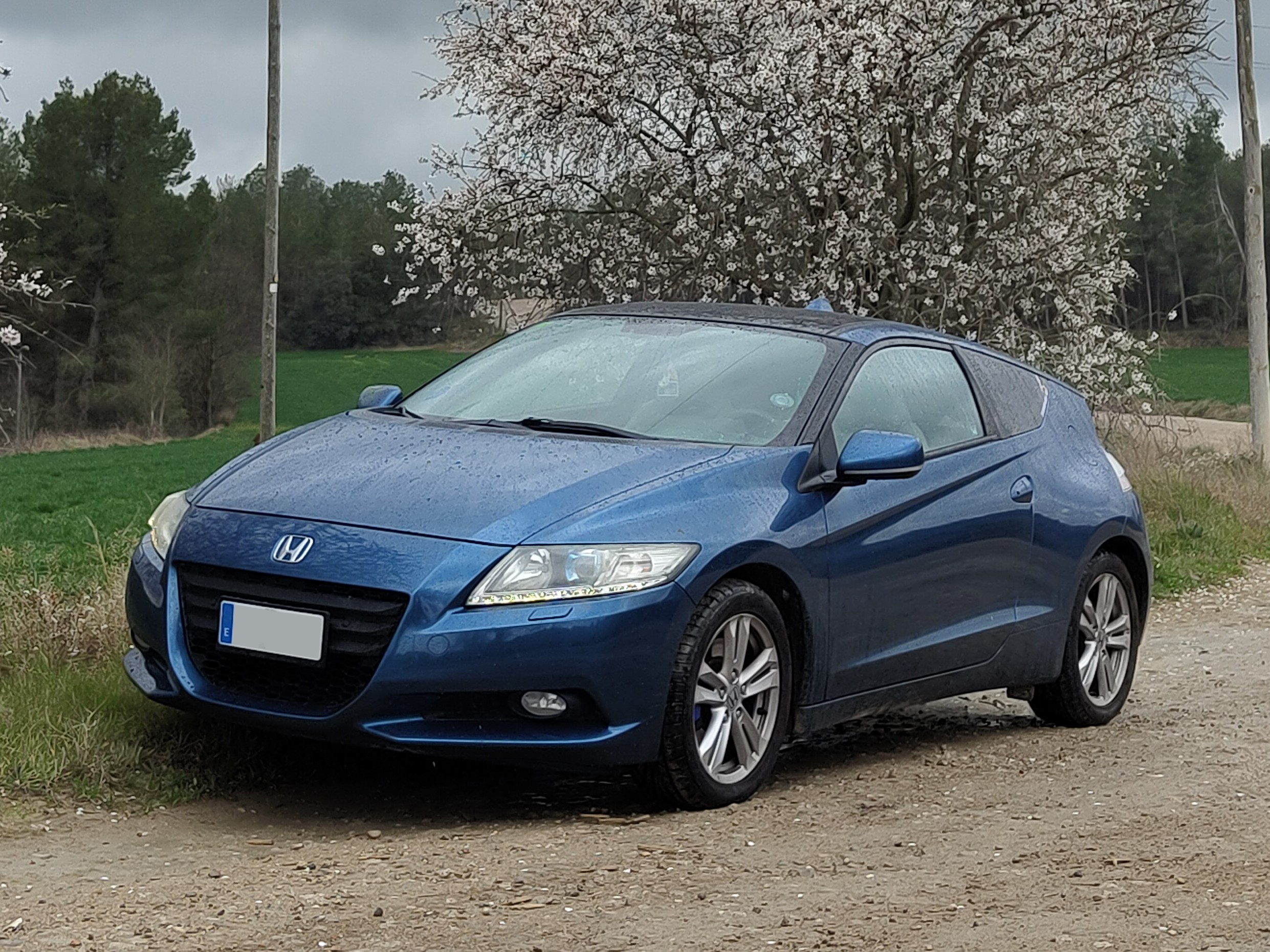
Honda CR-Z GT Plus

### CR-Z GT Plus & GT Plus Navi
La versión GT Plus añade a la versión GT:
• Asientos delanteros y revestimiento de puertas en piel • Techo panorámico 
La versión GT Plus Navi añade a la versión GT Plus: Sistema de navegación

### Gama de colores
Los colores ofrecidos para toda la gama CR-Z en España fueron:
• Rojo Milan Solido
• Azul Turquesa Perlado
• Gris Storm Metalizado
• Negro Cristal Perlado
• Blanco Premium Perlado

## Eficiencia de consumo
La media de consumo de combustible en el mercado japoneses es de 4,0 litros por cada 100 kilómetros (59 mpg) en el CVT y 4,4 litros por cada 100 kilómetros (53 mpg) en el manual en modo 10•15 y 4,4 litros por cada 100 kilómetros (53 mpg) para el CVT y 4.9 litros por cada 100 kilómetros (48 mpg) en el manual en modo JC08.
Las calificaciones EPA del CR-Z en Estados Unidos son de 31 mpg-e (7,6L/100 km) para la ciudad y 37 mpg-e (6,4 L/100 km, 44 mpg-imp) para carretera con transmisión manual. El modelo con transmisión CVT tiene una calificación de 35 mpg-e (6,7 L/100 km, 42 mpg-imp) para ciudad y 39 mpg-e (6,0 L/100 km, 47 mpg-imp) para carretera. Más allá de las estimaciones de la EPA, entre los conductores que informaron del consumo de combustible, los promedios CR-Z son aproximadamente de 39 mpg en general.
Al comparar la economía de combustible al primo mayor de la CR-Z, de acuerdo con fueleconomy.gov, el motor de gasolina Honda CR-X HF 1988 tuvo una calificación EPA de 41 mpg-e (5,7 L/100 km, 49 mpg-imp) en ciudad y 49 mpg-e (4,8 L/100 km; 59 mpg-imp) en carretera. El CR-Z está clasificado número cuatro en 2011 en el top de la EPA de los vehículos más eficientes con transmisión CVT y número diez para el modelo de transmisión manual.

## Competición y preparaciones
Dos CR-Z desarrollados por Honda Performance Development participaron en las 25 horas de carrera de resistencia Thunderhill celebrada el 4 y 5 de diciembre de 2010 en Willows, California. El coche, primero se mostró al público en el SEMA Show de 2010. Añadiendo un turbocompresor al motor se lograron 175 CV (130 kW) y 155 lb·ft (210 N·m) de par, además, la configuración del IMA se modificó utilizando componentes de la Misión Motors y se añade una función push-to-pass, con la cual logra un total de 200 CV (149 kW) y 175 lb·ft (237 N·m) de par cuando se presiona el botón. Uno de los dos participantes compitió durante 10 vueltas cerca de terminar en segundo lugar en la clase de resistencia 3, después de haber sufrido a principios de la carrera dos penalizaciones de cinco minutos stop-and-hold causadas por problemas al repostar. El otro participante obtuvo la primera posición de la clase, pero no pudo terminar la carrera. El Honda CR-Z fue uno de los coches más exhibidos durante el SEMA show de 2010, entre ellos, un modelo muy modificado que producía 533 CV (397 kW). Esto es lo que el motor híbrido podría soportar en términos de aumento de potencia.

### Super GT Japonés

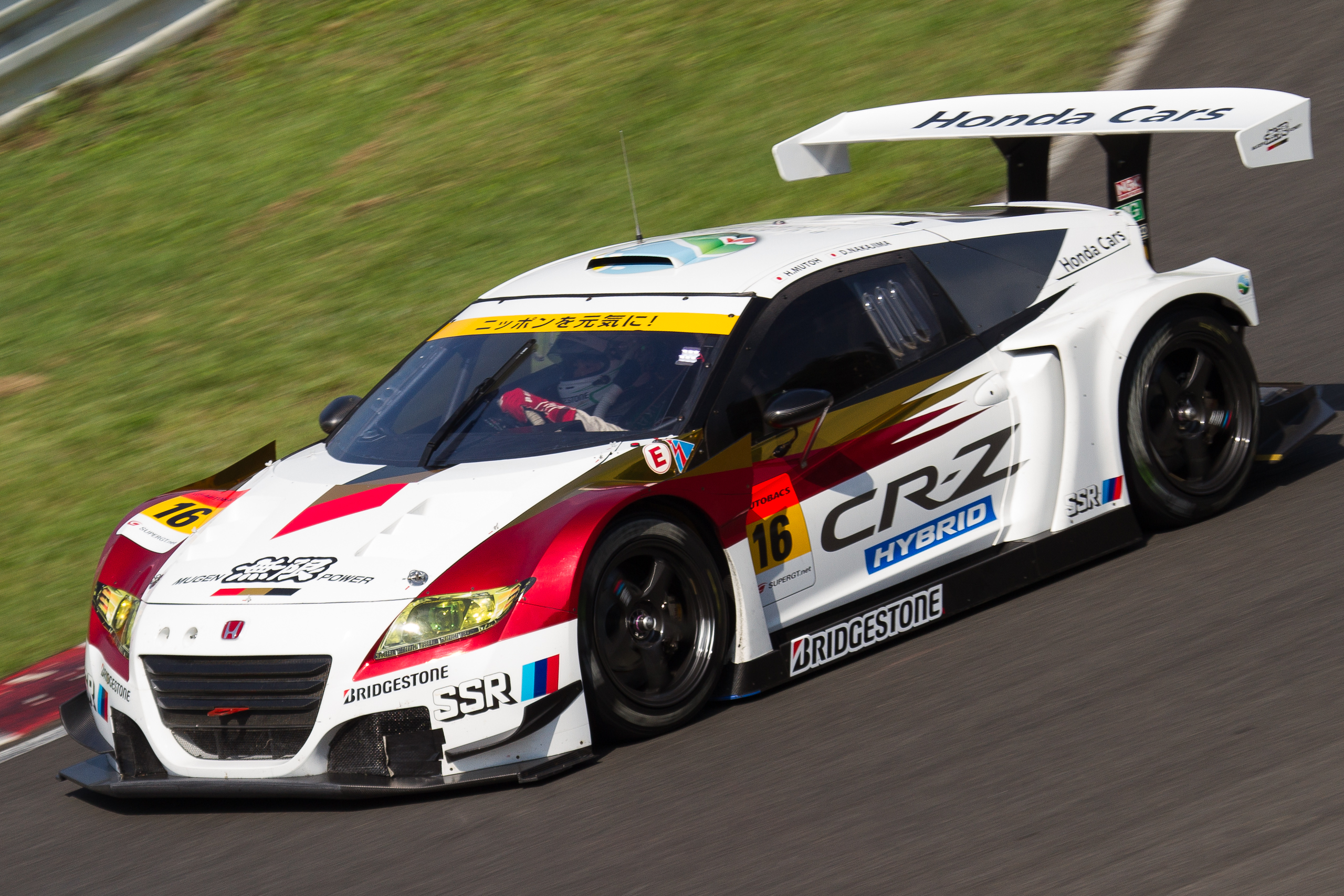
Honda CR-Z GT.

Desde 2012, en el campeonato Super GT Japonés, el Honda CR-Z GT participa en la categoría GT300. En 2013, ganó el campeonato de pilotos y constructores, de la mano de Hideki Mutoh y Daisuke Nakajima con el equipo Mugen.

### Mugen CR-Z

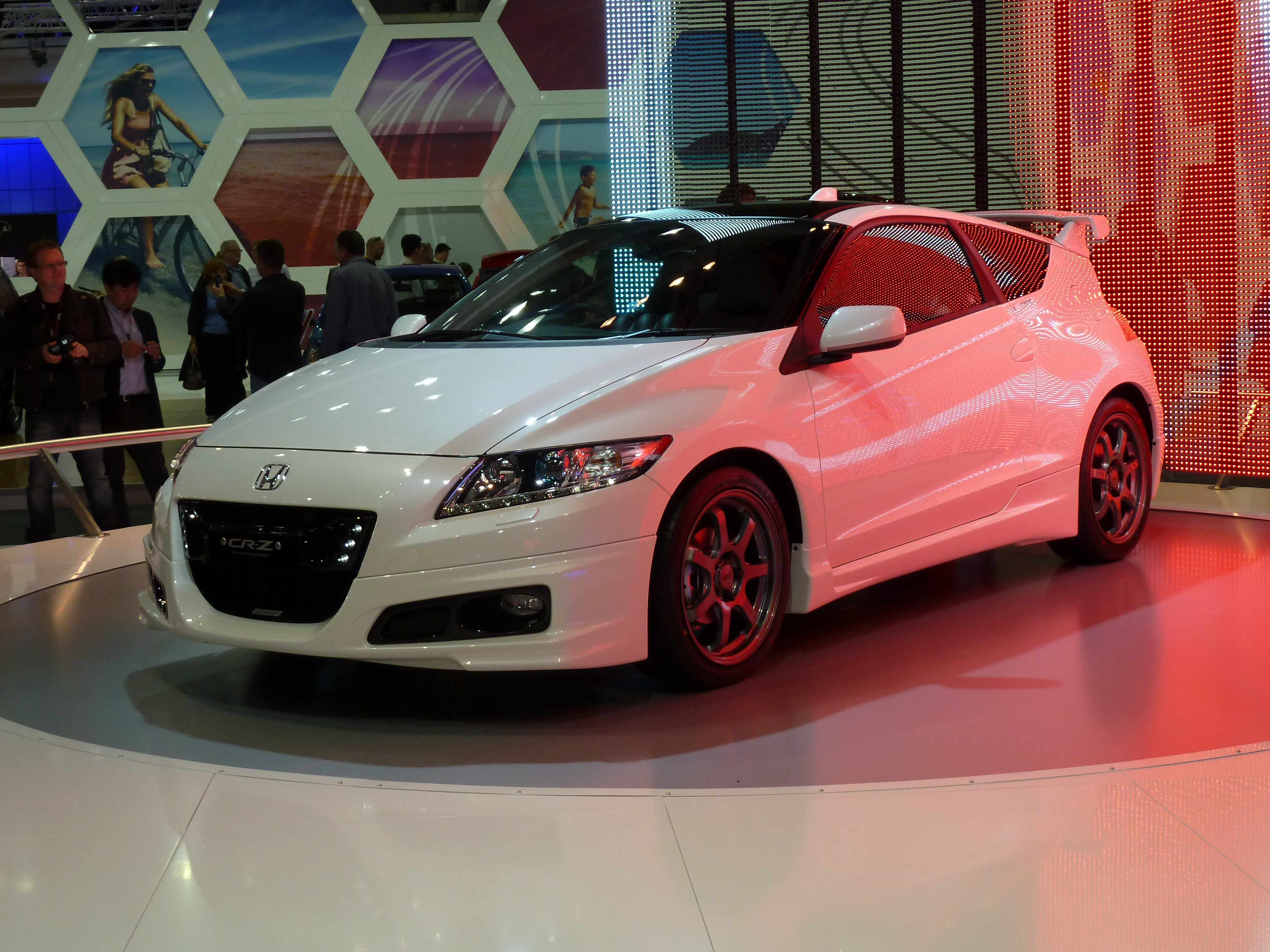
Honda CR-Z Mugen en el Australian International Motor Show '10

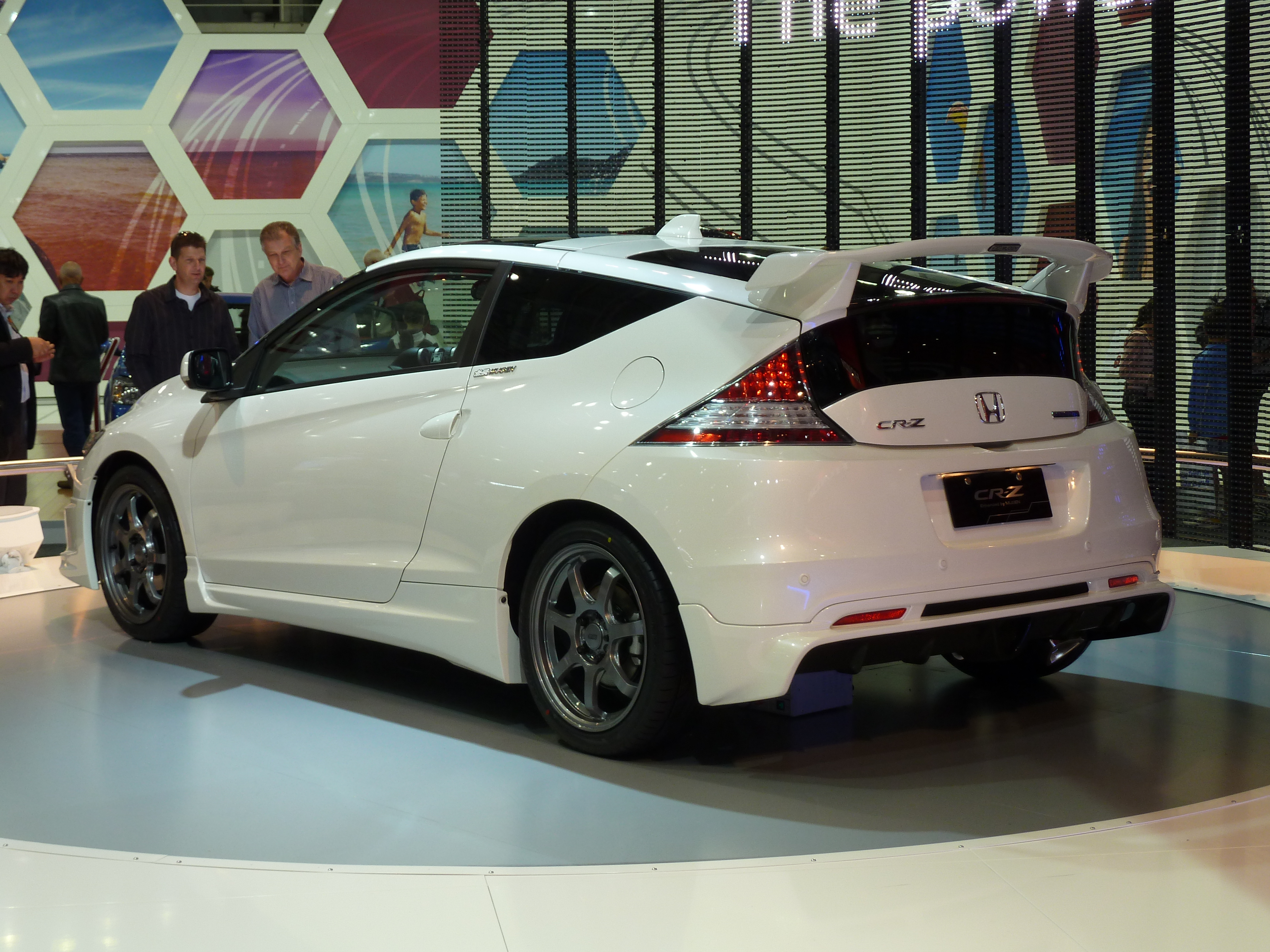
Honda CR-Z Mugen en el Australian International Motor Show '10

Una variante más deportiva y más rápida del CR-Z, llamada el CR-Z Mugen, se presentó en 2010 en el salón del automóvil de Australia, con un montón de piezas de la división Mugen Motorsport de Honda. Las piezas incluyen un paquete Aerodinámico Mugen completo (paragolpes, alerón y taloneras, una nueva suspensión, una parrilla de color negro brillante especial con luces de circulación diurna, un escape deportivo triangular, una palanca de cambios de fibra de carbono y un juego de llantas Mugen de 17 pulgadas en color bronce/plata de 7 radios y algunos detalles estéticos en el interior del habitáculo).
El coche estará propulsado por el motor de origen de 1,5 litros pero equipado con un compresor y una electrónica revisada. Gracias a estos ajustes, la potencia de salida de 180 CV (133 kW) en lugar de los 200 CV (147 kW) que desarrollaba el modelo de muestra. Esto permitirá al automóvil acelerar de 0-100 km/h en 6,1 segundos y una velocidad máxima de más de 209 km/h (130 mph).
Se estimó que el CR-Z Mugen se lanzara al mercado en 2012 con un precio base aproximado de 26,780 € ($ 35,820/£ 23,000).

### Mugen CR-Z RZ
Honda Motorsport División Mugen anunció planes de ofrecer un modelo de alto rendimiento del Honda CR-Z en Japón. La producción se limitaría a 300 unidades.
Apodado como Mugen RZ, el modelo cuenta con un kit aerodinámico completo con spoiler delantero, aletas delanteras más anchas, una parrilla rediseñada y taloneras modificadas. También ofrece un difusor trasero, un alerón ajustable y un sistema de doble escape deportivo. Otros puntos destacados incluyen una suspensión ajustable, frenos de mayor rendimiento y llantas de aleación de 17 pulgadas.
En el interior se cambian los asientos de origen por unos con un aspecto más deportivo en dos tonos, una palanca de cambio de fibra de carbono, un medidor de presión de soplado y una placa numerada con el número de cada unidad.
En el apartado mecánico, la potencia que entrega el motor de 1,5 litros aumenta hasta 156 CV (115 kW) y 185 Nm (136 lb-pie), de par gracias a la instalación de un compresor. Además, sigue respaldado por el sistema híbrido IMA que desarrolla 20 CV (15 kW) y 78 Nm (58 lb-pie) de par, logrando una potencia combinada superior a 180 CV.

### Mugen CR-Z concept RR
Como vehículo de muestra, Mugen Motorsports creó una unidad única denominada RR, estéticamente similar al Mugen CR-Z, pero más agresivo. No se llegó a producir ninguna unidad más.

## Premios y reconocimientos
- Coche del año en Japón en 2010[37]
- 2010 Good Design Award from the Japan Industrial Design Promotion Organization[38]
- Coche "verde" del año por Motoring UK en 2010[39]
- Coche más económico y deportivo más favorable al medio ambiente en 2010 en la "RAC Brighton a Londres Future Car Challenge"[40]
- Coche del año 2011 por Wheels[41]
- Seleccionado por Mother Earth News como "mejor coche verde" de 2011.[42]